# Rhodina mancipatalis
Rhodina mancipatalis är en fjärilsart som beskrevs av Walker 1858. Rhodina mancipatalis ingår i släktet Rhodina och familjen nattflyn. Inga underarter finns listade.